# Западна Сахара (регија)
Западна Сахара је регија у северној Африци, која захвата површину од око 2.000.000 km². Простире се између Атласке регије, Централне Сахаре и регије Судан. У рељефу доминирају пустињски предели Сахаре, по чему је и добила свој назив. Становништво претежно чине Маври и Арапи, укупно око четири милиона.

## Положај
Западна Сахара захвата област између уада Саура на северу (подгорина Атласа) и долине средњег тока Нигера на југу, као и Атлантског океана на западу и планине Ахагар и Адрар Ифога на истоку. То су територије држава Западна Сахара, Мауританија, југозападни Алжир и северозападни Мали.

## Геологија
Основу ових простора чини Сахараска плоча формирана крајем прекамбрије и грађена од шкриљаца, гнајсева и гранита. Надморска висина регије расте од обала Атлантика према истоку, а највећи део је у оквиру изохипсе од 200 метара. У централном делу истиче се депресија Ел Џуф, испуњена језерским и еолским акумулацијама. Наиме, она је у време плеистоцена била велико језера, чије су притоке биле Суара са севера и Нигер са југа. Западна Сахара има монотон рељеф који нарушава мауританско узвишење Адрар (500 м), издигнуто у креди. Најкарактеристичнији облици Западне Сахаре су пешчане пустиње. Од севера се редом пружају Ерг ер Рауј, Ерг Игиди и Ерг Шеш. Југоисточно се наставља серир Танезруфт, а западно су хамаде Хамада ди Дра и Хамада Тунасин. Уз обале Атлантског океана јужно од Сагуја ел-Хамре пружа се песковита пустиња Рио дел Оро, са бројним динама. Територија Малија прекривена је бројним шљунковитим пустињама - серирима.

## Географија
Клима ових простора је изразито пустињска. Атлантик и хладна Канарска струја утичу на нешто блаже услове у приобаљу, па је тако у Нуакшоту јануарска температура око 20 °C, а у септмебру до 29,5 °C. Количина падавина је изузетно мала и креће се око 20 мм. Будући да је копно стално прегрејано, а воде океана су захваљујући струјама знатно хладније, на њиховом контакту образују се честе и постојане магле. Влажност ваздуха ту достиже често до 80%. Ка истоку климат постаје знатно ариднији. У алжирском граду Тиндуфу јануарска температура је 13 °C, а јулска чак 34 °C. Висина талога је 1,7 милиметар, а кише се јављају у виду изненадних пљускова сваких 5-7 година. На северу регије кише се јављају у зимско доба под утицајем Азорске антициклоне, а на крајњем југу падавине доноси влажно-тропски монсун током лета.
Захваљујући оштром климату, хидрографија регије је оскудна. Јављају се бројни подземни токови који се спуштају са Атласа, а неки се на површини јављају у виду повремених река. Бројне су суве речне долине — уади. За време пролећа када се у планинама топе снег и лед, воду добијају уади Саура (Алжир) и Сагуја ел-Хамра (Западна Сахара). Вегетација одсуствује скоро у потпуности, осим у унутрашњим оазама где расту палме и на приобаљу где су развијене ксерофитне жбунасте формације и траве.

## Становништво
Западна Сахара, а нарочито простор Мауританије насељен је белим Маврима (Бидани) и црним Маврима (Харатини). Бидани су одувек представљали владајући слој и берберско-арапског порекла су, док су Харатини потомци тамнопутих робова. У овом делу Африке ропство је укинуто тек 1980. године. Држава Мауританија је по Маврима и добила своје име. Они су берберско племе из античког периода које крајем VII века прима ислам, а у следећем веку прелази на Иберијско полуострво, где оснивају јаку државу. Она је опстала све до XVI века када их је хришћанска реконкиста протерала у Африку. Маври су данас претежно номади и баве се сточарством. Око 99% становништав регије Западна Сахара је исламске вероисповести.
Ови предели су веома ретко насељени. Највише насеља има у приобаљу и у близини унутрашњих оаза. Највећи град регоије је Нуакшот, уједно и главни град Мауританије. Има око 880.000 становника и основан је 1957. године на обали Атлантског океана. Значајни су и Нуадибу на северној обали, као и главни град државе Западна Сахара - Ел Ајун. У унутрашњости највећа насеља су Тиндуф у југозападном Алжиру и Таудени у северном делу Малија. У Мауританији живи око 3,2 милиона становника, док у Западној Сахари има око 550.000 становника.

## Привреда
Пољопривреда је слабо развијена услед неповољних климатских услова. Земљорадња је заступљена на крајњем југу регије, где је количина падавина већа, па се гаје житарице просо и сирак. На полупустињским пашњацима заступљено је сточарство као важнија грана. Највише се гаје овце, козе и камиле. У оазама у унутрашњости пустиње могуће је гајење урми и поврћа. Важан удео у свему има и сакупљање гумарабике, као и риболов у приобаљу Атлантика.
Рудна богатства нису велика. У Маританији има лежишта гвоздене руде у околини Зуерата и гипса у близини Нуакшота. Извоз Малија базиран је на експлоатацији соли у оази Таудени. У Западној Сахари има налазишта фосфата, у јужном делу државе. Туризам и саобраћај су слабије развијени.